# Aleksiej Nikitin (piłkarz)
Aleksiej Walerjewicz Nikitin (ros. Алексей Валерьевич Никитин, ur. 27 stycznia 1992 w Moskwie) – rosyjski piłkarz, grający na pozycji środkowego obrońcy w rosyjskim klubie Rotor Wołgograd. Były, młodzieżowy reprezentant Rosji.